# Câu lạc bộ bóng chuyền VTV Bình Điền Long An
Câu lạc bộ Bóng chuyền VTV Bình Điền Long An là một câu lạc bộ bóng chuyền chuyên nghiệp ở tỉnh Long An, Việt Nam, được tài trợ bởi Công ty Phân bón Bình Điền và Đài Truyền hình Việt Nam. Đội đã nhiều lần vô địch quốc gia với 5 lần và đang là đương kim vô địch khi lên ngôi tại mùa giải 2024. VTV Bình Điền Long An chính là nơi đào tạo bóng chuyền hàng đầu tại Việt Nam cùng với 2 đội bóng khác là Bộ Tư lệnh Thông tin và Ngân hàng Công Thương một thời gian dài đã đóng góp nhiều vận động viên cho đội tuyển bóng chuyền quốc gia Việt Nam.

## Lịch sử hình thành
Khởi đầu của đội chính là CLB bóng chuyền nữ Dệt Long An đã được thành lập từ năm 1986, từ lúc thăng hạng đội mạnh từ năm 1990 cho tới hiện nay, đội đã có được 7 lần đứng đầu ở 3 thứ hạng đầu quốc gia (liên tiếp giai đoạn từ năm 1993 cho tới năm 1999). Khi Công ty Dệt Long An đang gặp khó khăn trong sản xuất & kinh doanh, CLB bóng chuyền nữ cũng bị ảnh hưởng, tuy nhiên thì tiềm năng là rất lớn.
Năm 2002, đội trẻ hóa đội hình. Thời điểm này ngày 26 tháng 8 năm 2004 ở Sở TDTT tỉnh Long An, Công ty cổ phần Phân bón Bình Điền đã ký hợp đồng đàm phán về việc tiếp nhận & đổi tên thành CLB bóng chuyền nữ Bình Điền Long An.
Ngày 16 tháng 9 năm 2004, lễ ra mắt CLB bóng chuyền nữ đã được tổ chức ở Trung tâm văn hóa & thông tin tỉnh Long An. Theo nhiều chuyên gia, với khả năng đầu tư của Công ty Phân bón Bình Điền, đội bóng sẽ trở lại top đầu nhanh chóng.
Ngày 26 tháng 11 năm 2024, lễ kỷ niệm 20 năm ra mắt CLB bóng chuyền VTV Bình Điền Long An với tựa đề VTV Bình Điền Long An: 20 năm - Vững bước - Hướng Tương lai được tổ chức nhằm tri ân các thế hệ HLV, VĐV, ban lãnh đạo đội bóng và tổng kết các thành tích của đội kể từ khi thành lập vào năm 2004. Tại buổi lễ, ngoài việc khen thưởng các cá nhân cũng như tập thể đội bóng, ban lãnh đạo đội bóng cũng đã định hướng phát triển đội bóng trong tương lai với việc ký biên bản hợp tác với CLB PFU BlueCats của Nhật Bản.
Năm 2025, VTV Bình Điền Long An tham dự Giải vô địch bóng chuyền các câu lạc bộ châu Á với tư cách là đội đương kim vô địch quốc gia. Đội gặp nhiều khó khăn khi nằm cùng bảng với các đội Bắc Kinh (Trung Quốc) và Saipa Tehran (Iran). Long An để thua ngược 2–3 trước đại diện Trung Quốc khi đã dẫn trước 2–0, nhưng đã đánh bại đại diện Iran 3–1 và lọt vào vòng tứ kết. Tại đây, đội đối đầu với Taipower (Đài Bắc Trung Hoa) và giành chiến thắng 3–1, bước tiếp vào bán kết. Gặp lại Bắc Kinh ở bán kết, Long An đã thi đấu tốt hơn so với trận thua ngược ở vòng bảng và thắng áp đảo 3–0 trước đối thủ, đồng thời giành tấm vé lịch sử tham dự Giải bóng chuyền nữ vô địch các câu lạc bộ thế giới 2025. Đây là năm thứ 3 liên tiếp Việt Nam có đội giành quyền tham dự giải đấu này sau đội tuyển Việt Nam (dưới tên gọi Sport Center 1) năm 2023 và LP Bank Ninh Bình năm 2024. VTV Bình Điền Long An cũng trở thành câu lạc bộ chính thức thứ hai của Việt Nam tham gia sân chơi đấu trường thế giới dưới cấp độ câu lạc bộ. Mặc dù để thua Zhetysu (Kazakhstan) với tỉ số 1–3 trong trận chung kết nhưng kết thúc giải ở vị trí á quân cũng là thành công lớn đối với đội và sẽ là động lực để đội cố gắng hơn nữa trong tương lai.

## Thành tích

### Giải đấu trong nước

#### Giải bóng chuyền vô địch quốc gia Việt Nam
- Vô địch (5): 2009, 2011, 2017, 2018, 2024
- Á quân (2): 2007, 2014
- Hạng 3 (7): 2008, 2010, 2012, 2015, 2016, 2022, 2023
- Hạng 4 (3): 2005, 2006, 2019

#### Giải bóng chuyền cúp Hùng Vương
- Vô địch (6): 2005, 2015, 2018, 2019, 2021, 2024
- Á quân (4): 2007, 2009, 2011, 2017
- Hạng 3 (4): 2010, 2012, 2016, 2025
- Hạng 4 (1): 2006

#### Giải bóng chuyền cúp Hoa Lư
- Vô địch (3): 2008, 2021, 2022
- Á quân (2): 2023, 2024
- Hạng 3 (1): 2025

#### Đại hội TDTT toàn quốc
- Vô địch (1): 2018
- Á quân (4): 2006, 2010, 2014, 2022

#### Giải bóng chuyền siêu cúp PV
- Vô địch (3): 2009, 2011, 2016
- Á quân (2): 2017, 2018
- Hạng 3 (2): 2014, 2015
- Hạng 4 (3): 2010, 2012, 2013

#### Giải bóng chuyền nữ quốc tế cúp VTV9 – Bình Điền
- Vô địch (2): 2007, 2010
- Á quân (5): 2006, 2008, 2012, 2014, 2017
- Hạng 3 (2): 2016, 2018
- Hạng 4 (3): 2015, 2019, 2024

#### Giải bóng chuyền nữ quốc tế VTV Cup
- 2007 — Hạng 9
- 2009 — Hạng 5
- 2010 — Hạng 4
- 2011 — Hạng 9

### Giải đấu quốc tế

#### Giải vô địch bóng chuyền các câu lạc bộ thế giới
- 2025 —

#### Giải vô địch bóng chuyền các câu lạc bộ châu Á
- 2010 — Hạng 7
- 2012 — Hạng 5
- 2018 — Hạng 7
- 2019 — Hạng 7
- 2025 —  Á quân

## Đội hình thi đấu

### Đội hình hiện tại
Tính đến tháng 4/2025
- Huấn luyện viên:  Thái Quang Lai
- Trợ lý:  Trịnh Nguyễn Hoàng Huy  Trần Thanh Danh  Huỳnh Kim Anh Thư  Nguyễn Thị Ngọc Hoa  Trần Vũ

| Đội hình mùa giải 2025 | Đội hình mùa giải 2025 | Đội hình mùa giải 2025 | Đội hình mùa giải 2025 | Đội hình mùa giải 2025 | Đội hình mùa giải 2025 | Đội hình mùa giải 2025 |
| Số áo                  | Tên                    | Vị trí                 | Chiều cao (m)          | Cân nặng (kg)          | Ngày sinh              | Ghi chú                |
| ---------------------- | ---------------------- | ---------------------- | ---------------------- | ---------------------- | ---------------------- | ---------------------- |
| 1                      | Nguyễn Thị Trà My      | Đối chuyền             | 1.81                   | 64                     | 7 tháng 7, 2004        |                        |
| 2                      | Đặng Thị Kim Thanh     | Phụ công               | 1.77                   | 63                     | 28 tháng 3, 1999       |                        |
| 3                      | Trần Thị Thanh Thúy    | Chủ công               | 1.93                   | 74                     | 12 tháng 11, 1997      |                        |
| 8                      | Đoàn Thị Mỹ Tiên       | Đối chuyền             | 1.76                   | 75                     | 7 tháng 3, 2000        |                        |
| 9                      | Nguyễn Thị Ngọc Hoa    | Phụ công               | 1.83                   | 66                     | 10 tháng 11, 1987      |                        |
| 10                     | Lê Như Anh             | Phụ công               | 1.78                   | 60                     | 23 tháng 7, 2005       |                        |
| 12                     | Nguyễn Khánh Đang      | Libero                 | 1.58                   | 56                     | 3 tháng 10, 2000       |                        |
| 14                     | Võ Thị Kim Thoa        | Chuyền 2               | 1.73                   | 67                     | 18 tháng 3, 1998       |                        |
| 15                     | Vi Thị Như Quỳnh       | Chủ công               | 1.75                   | 70                     | 16 tháng 4, 2002       | Mượn từ Quảng Ninh     |
| 16                     | Nguyễn Lan Vy          | Chủ công               | 1.72                   | 67                     | 18 tháng 2, 2006       |                        |
| 17                     | Trần Nguyễn Quý Uyên   | Chuyền 2               | 1.70                   | 63                     | 3 tháng 7, 2001        |                        |
| 18                     | Nguyễn Ngọc Mỹ Tiên    | Libero                 | 1.70                   | 63                     | 8 tháng 5, 2003        |                        |
| 20                     | Lữ Thị Phương          | Phụ công               | 1.80                   | 66                     | 27 tháng 10, 2002      |                        |
| 22                     | Natalia Lijewska       | Chủ công               | 1.92                   | 72                     | 23 tháng 7, 2001       | Ngoại binh             |

### Đội hình quá khứ
- Tháng 12/2021: Huấn luyện viên  Lương Nguyễn Ngọc Hiền, Trợ lý: Lê Thái Bình, Nguyễn Thanh Hưng, Nguyễn Thị Ngọc Hoa, Vận động viên: Nguyễn Thị Trà My, Đặng Thị Kim Thanh, Trần Thị Tuyết Hoa, Huỳnh Thị Hồng Nhung, Đặng Thị Mỹ Duyên, Đoàn Thị Mỹ Tiên, Huỳnh Thị Quế Nhi, Nguyễn Khánh Đang, Võ Thị Kim Thoa, Phạm Thị Cẩm Linh, Nguyễn Thị Kim Liên, Trần Nguyễn Quý Uyên, Phan Khánh Vy, Nguyễn Thị Ngọc Hoa.[9]
- Năm 2019: Huấn luyện viên  Nguyễn Quốc Vũ, Trợ lý: Trịnh Nguyễn Hoàng Huy, Nguyễn Thị Ngọc Hoa, Vận động viên: Dương Thị Hên, Đặng Thị Kim Thanh, Trần Thị Thanh Thúy (Đội trưởng), Trần Thị Tuyết Hoa, Huỳnh Thị Hồng Nhung, Nguyễn Thị Bích Trâm, Đoàn Thị Mỹ Tiên, Lữ Thị Phương, Nguyễn Khánh Đang, Nguyễn Hoàng Ánh Ngọc, Võ Thị Kim Thoa, Phạm Thị Cẩm Linh, Nguyễn Thị Kim Liên, Phạm Thu Hà.